# Silviu Stănculescu

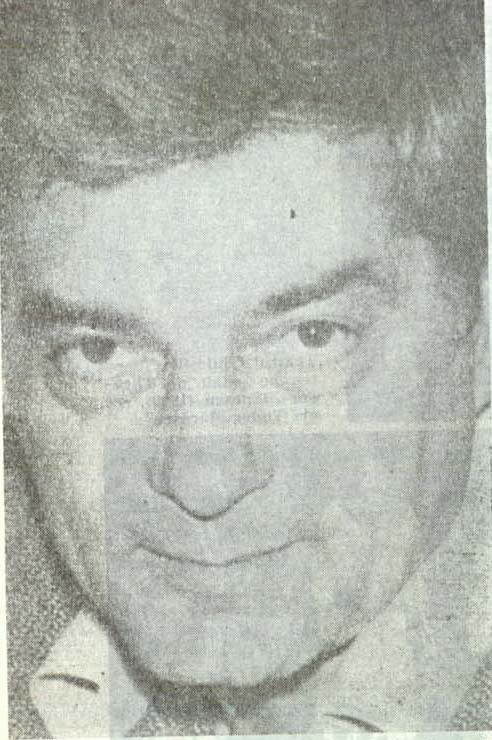
Silviu Stănculescu

Silviu Stănculescu (* 24. Januar 1932 in Timișoara, Rumänien; † 23. Oktober 1998 in Bukarest) war ein rumänischer Schauspieler.

## Leben
Silviu Stănculescu schloss 1956 gemeinsam mit George Constantin, Gheorghe Cozorici, Mircea Albulescu, Draga Olteanu Matei, Silvia Popovici sein Schauspielstudium an der Nationaluniversität der Theater- und Filmkunst „Ion Luca Caragiale“ ab. Gemeinsam wurden sie später als goldene Generation des rumänischen Films bekannt. Er konnte sich schnell am Theater etablieren und spielte auf mehreren Bühnen. Von 1981 bis 1990 war er gar der Direktor des Teatrul de Comedie. Ab Mitte der 1960er Jahre war er auch auf der Leinwand zu sehen, wo er in rumänischen Spielfilmen wie Ein sympathischer Herr, Frühling in Oltenien und Zu heiß für den Monat Mai mitwirkte.
Stănculescu verstarb am 23. Oktober 1998 im Alter von 66 Jahren an Leukämie. Er war verheiratet und hatte eine Tochter.

## Filmografie (Auswahl)
- 1964: Das weiße Zimmer (Camera alba)
- 1964: Mitschuldig (Partea ta de vină)
- 1965: Vorstadtdrama (Dincolo de barieră)
- 1967: Der Himmel beginnt im 3. Stock (Cerul începe la etajul III)
- 1969: Ein sympathischer Herr (Simpaticul domn R)
- 1974: Einer allein (Capcană)
- 1975: Hier kommt keiner durch (Pe aici nu se trece)
- 1976: Auf den Spuren der Daker (Misterul lui Herodot)
- 1976: Zwei Ausreißer (Bunicul și doi delincvenți minori)
- 1978: Frühling in Oltenien (Din nou împreună)
- 1978: Im Bus sitzt der Tod (Acțiunea „Autobuzul“)
- 1978: Die Revanche (Revanșa)
- 1979: Das wahre Leben des Fürsten Dracula (Vlad Țepeș)
- 1984: Zu heiß für den Monat Mai (Prea cald pentru luna mai)
- 1985: Sentimentaler Sommer (Vară sentimentală)
- 1986: Die Oberschüler (Liceenii)
- 1989: Kreuzritter 7 – Schlacht um die Ehre (Mircea)